# Nico Galette
Nico Galette (Rahway, Nueva Jersey) es un jugador de baloncesto estadounidense que actualmente forma parte de la plantilla del Hestia Menorca de la Primera FEB. Mide 1,98 metros y su posición es alero.

## Trayectoria
Nacido en Rahway, Nueva Jersey, es un escolta formado en la Rutgers Preparatory School de Somerset hasta 2020, cuando ingresó en la Universidad del Sagrado Corazón, situada en Fairfield, Connecticut, donde jugó durante cuatro temporadas con los Sacred Heart Pioneers, desde 2020 a 2024.
En 2024, ingresa en la Universidad Estatal de Youngstown]], institución académica ubicada en Youngstown, Ohio, para jugar la NCAA durante una temporada con los Youngstown State Penguins.
El 11 de junio de 2025, firma por el Hestia Menorca de la Primera FEB.